# Skagerrak
Skagerrak je tjesnac između Skandinavskog poluotoka i Jyllanda, odnosno Norveške i Švedske te Danske, a povezuje Sjeverno more s tjesnacem Kattegatom i Baltičkim morem. Dugačak je 240 km i širok od 80 km do 140 km a površina mu je oko 32.000 km². Prosječna dubina mu je 210 metara, a salinitet mu je usporediv s drugim obalnim vodama ovog područja.
Kroz Skagerrak prolaze neki od najprometnijih plovnih puteva svijeta i područje je intenzivnog ribolova i ribarske industrije. Oslo i Göteborg jedini su veliki gradovi u regiji Skagerraka.
Tjesnac je vjerojatno dobio ime po Skagenu, gradu u blizini sjevernog rta Danske, a sufiks -rak znači „ravni plovni put”.
Skagerrak je bio jedini plovni put prema Baltičkom moru sve do izgradnje kanala Eider 1784. godine. Tijekom oba svjetska rata tjesnac je imao stratešku važnost za nacističku Njemačku.
Skagerrak je stanište otprilike 2000 morskih vrsta, uključujući jedinstvenu vrstu atlantskog bakalara. Morsko dno mu je i pješčano i kamenito, a na njemu su se razvili jedinstveni hladnovodni koraljni grebeni. Institucije i udruge za zaštitu okoliša izrazile su zabrinutost zbog sve većeg pritiska na ekosustav kao posljedica intenzivnih gospodarskih aktivnosti i klimatskih promjena. U području Skagerakka postoji nekoliko zaštićenih morskih područja, najvažniji od kojih su Nacionalni park Ytre Hvaler u Norveškoj i Nacionalni park Kosterhavet u Švedskoj.

## Etimologija
Naziv Skagerrak najvjerojatnije znači „Skagenski kanal/tjesnac”. Skagen je grad pri vrhu sjevernog danskog rta. Na nizozemskom rak znači „ravni plovni put”, što je vidljivo i kod mnogih nizozemskih hidronima poput Damrak, Gouderak, Langerak, Tuikwerderrak i Volkerak, dok na norveškom i švedskom jeziku označava pridjev „ravan”.
Izvor sloga je protoindoeuropski korijen reg- što znači „ravno”. Na suvremenome norveškom i švedskom također postoji i riječ råk koja se odnosi na kanal ili prolaz zaleđenom vodenom tijelu, etimološki povezana s već navedenim pridjevom.
Vjeruje se da su sufiks, a s njim i naziv tjesnaca, donijeli nizozemski trgovci koji su u srednjemu vijeku učestalo brodovima putovali onuda.

## Geografija
Tjesnac Skagerrak je dugačak 240 km, a širina mu se kreće od 80 do 140 km. Produbljuje se prema norveškoj obali, dosežući najveću dubinu od preko 700 m u Norveškome jarku. Najznačajnije luke duž obala Skagerraka jesu Oslo, Larvik i Kristiansand u Norveškoj, Skagen, Hirtshals i Hanstholm u Danskoj, te Uddevalla, Lysekil i Strömstad u Švedskoj.
Skagerrak ima vrlo niski prosječni salinitet, što je karakteristično za većinu drugih obalnih voda.

### Opseg
Međunarodna hidrografska organizacija ovako definira granice Skagerraka:
- Na zapadu: linija koja spaja Hanstholm (57°07′N 8°36′E / 57.117°N 8.600°E) i Lindesnes (58°N 7°E / 58°N 7°E).

- Na jugoistoku: sjeverna granica Kattegata (linija koja spaja Skagen i Paternosterskären (57°54′N 11°27′E / 57.900°N 11.450°E).[8]

## Povijest
Stariji nazivi za Skagerrak i Kattegat zajedno bili su Norveško more ili Jutlandsko more. Potonji se naziv pojavljuje u sagi o Knýtlingi.
Sve do izgradnje kanala Eider 1784. godine (prethodnika Kielskog kanala), Skagerrak je bio jedini ulaz i izlaz iz Baltičkoga mora. Zbog toga je tjesnacem stoljećima prolazio gust pomorski promet. Nakon industrijske revolucije, promet se povećao, a Skagerrak je danasa među najprometnijim tjesnacima na svijetu. Godine 1862. izgrađen je kanal Thyborøn na Limfjordu u Danskoj koji omogućava prolaz iz Sjevernog mora iizravno u Kattegat, no taj prolaz je dostupan samo za manja plovila.
U oba svjetska rata Skagerrak je bio strateški vrlo važan za Njemačku. Najveća pomorska bitka Prvog svjetskog rata, bitka za Jutland ili bitka za Skagerrak, zbila se u tjesnacu 31. svibnja do 1. lipnja 1916. godine. U Drugom svjetskom ratu, važnost kontrole ovog plovnog puta, jedinog morskog pristupa Baltiku, bila je motiv njemačke invazije na Dansku i Norvešku i izgradnje sjevernih dijelova Atlantskog zida.

## Promet i industrija
Kroz Skagerrak prolaze značajni plovni putevi i brodski promet je vrlo gust. Oko 7500 pojedinačnih plovila iz 122 različite države prošlo je kroz ovaj tjesnac samo u 2013. (isključujući ribarska plovila). Teretni brodovi daleko su najčešći brodovi koji prolaze Skagerrakom s oko 4000 brodova u 2013., slijede tankeri kojih je gotovo upola manje.
Gotovo sva komercijalna plovila u Skagerraku koriste sustav za automatsku identifikaciju (AIS).

## Zaštita okoliša
Postoje mnoga zaštićena morska područja u Skagerraku:

#### Norveška:
- Nacionalni park Ytre Hvaler, osnovan 26. lipnja 2009.
- Nacionalni park Raet, osnovan 16. prosinca 2016.

#### Švedska:
- Nacionalni park Kosterhavet
- Bratten, novoproglašeno zaštićeno morsko područje koraljnih grebena, površine 120 878,4 hektara; dio projekta Natura 2000
- Gullmarsfjorden, prvo švedsko zaštićeno morsko područje, osnovano 1983. godine.[11]

#### Danska:
- Grenen, zaštićeno morsko područje površine 270 295 hektara.[12]

## Vanjske poveznice
- Baltičko more, Kattegat i Skagerrak ( Arhivirana inačica izvorne stranice od 3. ožujka 2016. (Wayback Machine)) Švedski meteorološki i hidrografski institut (SMHI).
- Skagerrak Deep-water Fish Assemblage, pristupljeno 9. kolovoza 2023.
- Skagerrak  Arhivirana inačica izvorne stranice od 7. veljače 2016. (Wayback Machine)- pomorski promet. Pristupljeno 9. kolovoza 2023.